# Engelbert Wrobel

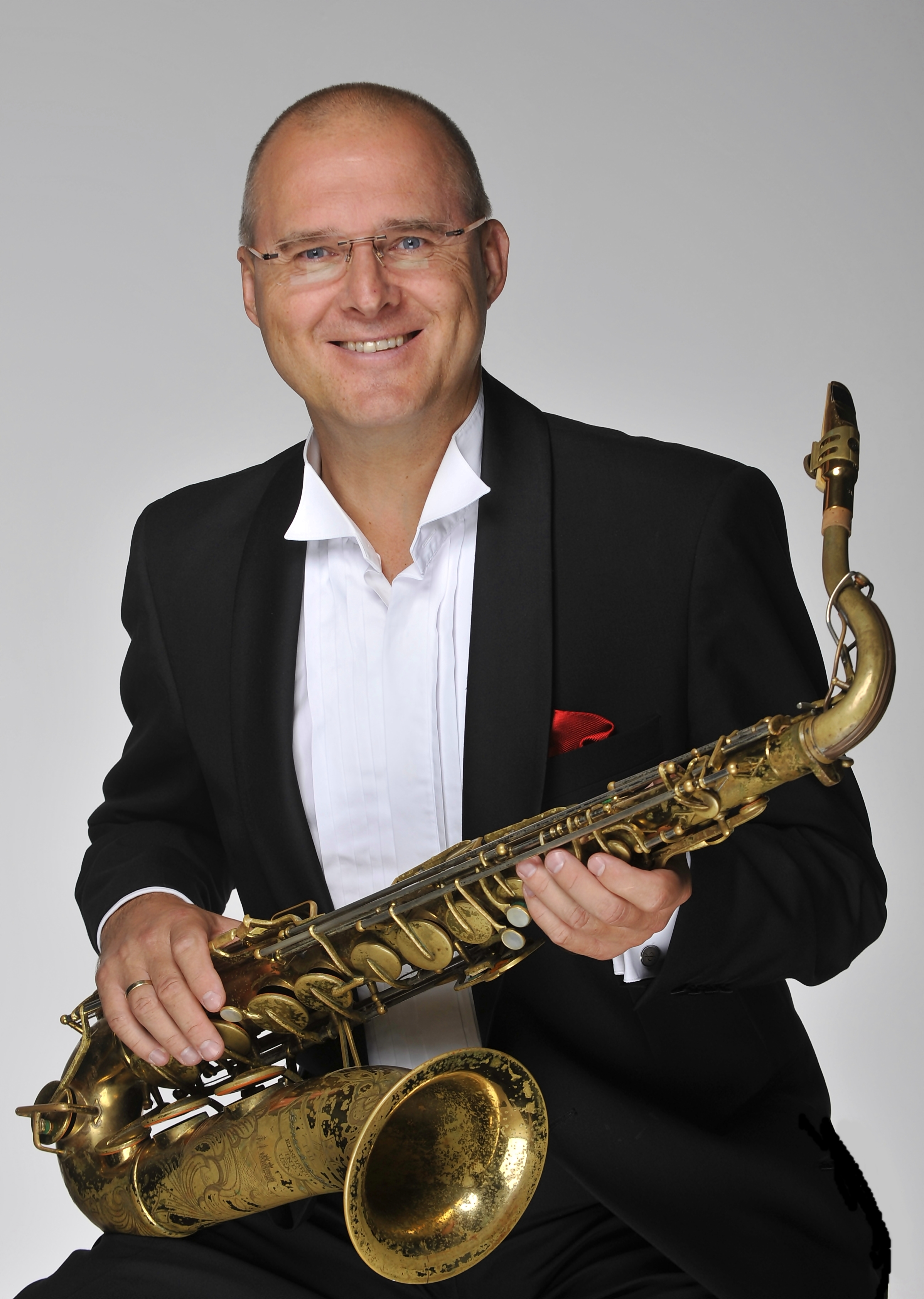
Engelbert Wrobel

Engelbert Wrobel (Dormagen, 19 november 1959) is een Duitse jazzmuzikant in de traditionele jazz. Hij speelt klarinet en saxofoon (sopraan-, alt- en tenorsaxofoon) en is bandleider.

## Biografie
Wrobel groeide op in de Eifel in Abenden, Kreis Düren, en kreeg klarinetles van onder andere zijn vader. Hij speelde in blaasorkesten in het oosten van Duitsland. Toen hij zestien was won hij met zijn Happy Jazzmen een eerste prijs bij Jugend jazzt. Hij studeerde klassiek klarinet aan de Robert-Schumann-Hochschule Düsseldorf en werd in 1986 lid van Rod Masons Hot Five, waarmee hij meer dan drie jaar toerde door Europa. In 1989 richtte hij zijn eigen band Swing Society op, die sinds 1998 ook met Hazy Osterwald samenwerkt. Hij is actief in projecten als de Three Tenors of Swing (met Antti Sarpila en Frank Roberscheuten) en speelt als Benny Goodman-solist in het King of Swing Orchestra. Hij is ook lid van het trio van Frank Muschalle. Wrobel heeft in de loop van zijn carrière gespeeld met onder andere Clark Terry, Harry Sweets Edison, Louis Bellson, Doc Cheatham, Chris Barber, Charly Antolini en Greetje Kauffeld.

## Discografie
- Swing Society 20 Years
- Swing Society Sophisticated Swing featuring Dan Barrett
- Harlem 2000
- Hot Jazz 3 Meets Bob Barnard